# HD 215724
HD 215724，又名CD-3815217，SAO 214087、HR 8671，是一颗恒星，视星等为6.71，位于銀經1.85，銀緯-61.88，其B1900.0坐标为赤經22h 42m 6.1s，赤緯-38° -61.88′ 50″。